# Джордж Генрі Гамільтон Тейт
Джордж Ге́нрі Га́мільтон Тейт (англ. George Henry Hamilton Tate, 1894–1953) — американський зоолог і ботанік британського походження, який працював мамологом в Американському музеї природної історії в Нью-Йорку. За своє життя він написав кілька книг на такі теми, як південноамериканські мишачі опосуми та ссавці Тихого океану та Східної Азії.

## Біографія
Він народився в Лондоні 30 квітня 1894 року. У нього був брат, Джеффрі Тейт.
У 1912 році він емігрував з Британії до Нью-Йорка разом зі своєю родиною. З 1912 по 1914 рік він працював телеграфістом на Лонг-Айленді. Потім він вступив до лав Британської армії для участі у Першій світовій війні. Після закінчення війни він навчався в Імперському коледжі науки і технологій у Лондоні, не здобувши ступеня. Потім він емігрував назад до Сполучених Штатів і став польовим асистентом з мамології в Американському музеї природної історії. У 1927 році він здобув ступінь бакалавра наук у Колумбійському університеті на Мангеттені та став громадянином Сполучених Штатів.
У вересні 1927 року, за підтримки Американського музею природної історії, він вирушив шукати Пола Редферна, зниклого льотчика.
У 1931 році він здобув ступінь магістра наук у Колумбійському університеті. У 1932 році його підвищили до посади помічника куратора відділу ссавців в Американському музеї природної історії. У 1938 році він здобув ступінь доктора наук в Монреальському університеті. Під час Другої світової війни він був керівником досліджень Американської корпорації з розвитку каучуку в Бразилії. У 1942 році його підвищено до посади помічника куратора в Американському музеї природної історії, а потім у 1946 році підвищено до куратора.
Він помер 24 грудня 1953 року в Моррістауні, штат Нью-Джерсі.
Ім'я Тейта вшановують у науковій назві виду південноамериканської ящірки Neusticurus tatei та в рослинному роді Tateanthus (що належить до родини Melastomataceae) з Бразилії та Венесуели.